# Karl-May-Fest
Als Karl-May-Fest werden zu Ehren des Schriftstellers Karl May drei Veranstaltungen im deutschsprachigen Raum sowie die Winnetou-Convention in Kroatien bezeichnet:

## Das „Karl-May-Fest“ von Karl-May-Sammlung und Karl-May-Archiv
Das Karl-May-Fest ist seit 1992 eine jährlich stattfindende Veranstaltung mit einem Schwerpunkt auf das Thema „Karl May im Film“ und wechselndem Veranstaltungsort. Meist findet es jedoch im schleswig-holsteinischen Bad Segeberg statt. Auf dem Karl-May-Fest wird der so genannte Scharlih verliehen, eine Auszeichnung, die mit dem Namen Karl May verbunden ist. Veranstalter ist die Karl-May-Sammlung in Hamburg, die eng mit dem Göttinger Karl-May-Archiv zusammenarbeitet.
Es finden auf dem Fest Veranstaltungen und Vorträge statt, sowie meistens auch ein Flohmarkt mit Artikeln (meistens zu den Filmen und deren Musiken) rund um Karl May. Das Fest ist eine der wenigen Möglichkeiten, Stars und Sternchen aus der Karl-May-Filmzeit der 1960er-Jahre zu treffen.

### Veranstaltungsorte des Karl-May-(Film-)Festes
- 1992 – Bad Segeberg
- 1993 – Bad Segeberg
- 1994 – Bad Segeberg
- 1995 – Radebeul
- 1996 – Berlin
- 1997 – Bad Segeberg
- 1998 – Radebeul
- 1999 – Bad Segeberg
- 2000 – fand kein Fest statt
- 2001 – Bad Segeberg
- 2002 – Bad Segeberg
- 2003 – Bad Segeberg
- 2004 – Radebeul
- 2005 – Bad Segeberg
- 2006 – Bad Segeberg
- 2007 – Bad Segeberg

## Karl-May-Treffen in Wien
Das Karl-May-Filmarchiv-Wien führt eine vergleichbare traditionelle Veranstaltung wie das Karl-May-(Film-)Fest „Bad Segeberg“ durch. Es besteht die Möglichkeit, Stars und Sternchen aus der Karl-May-Filmzeit der 1960er-Jahre zu treffen.

## Die Karl-May-Festtage im Lößnitzgrund Radebeul
Als „Karl-May-Fest“ werden auch die traditionellen Karl-May-Festtage im Lößnitzgrund Radebeul, dem langjährigen Wohnort Karl Mays, bezeichnet, einer Art Volksfest, das sich seit 1991 alljährlich im Mai dem Thema rund um Karl May und Indianer gewidmet hat.

## Die „Winnetou Convention“ in Kroatien
2007 gab es das erste Karl-May-Fest in Kroatien: Die „Winnetou Convention“ fand über Pfingsten an den Drehorten der Karl-May-Filme in Starigrad-Paklenica unter Federführung der Produktionsgesellschaft Jadran film und Teilnahme zahlreicher Mitwirkenden der Filme statt.